# Luchino Visconti (Milánó ura)
Luchino Visconti (?, 1292 – Milánó, 1349. január 21. k.) a Visconti-családból származó Matteo Visconti második fia.

## Élete
Fiatal felnőtt korában zsoldosvezérként (condottiero) működött. 1315-ben a montecatini csatában megsebesült. Gyakran harcolt fivére, Marco Visconti oldalán. 1339-ben a milánói csapatokat győzelemre vezette a parabiagói csatában. Unokaöccse, Azzone Visconti halála után bátyjával, Giovanni Viscontival együtt 1339-ben Signorénak nyilvánították Milánó felett.
Visconti 1341-ben békét kötött az egyházzal, megvásárolta Parmát Obizzo III. d'Estétől, és Pisát is hatalma alá vonta.
Luchino Visconti különösen a pestisjárvány sikeres kezeléséről vált ismertté. A pestisben megbetegedett családok házát Visconti befalaztatta, hogy a betegség ne terjedhessen tovább. A krónikások jelentése szerint Milánóban mindössze három család betegedett meg pestisben. Ezenkívül Visconti szigorú ellenőrzésnek vetette alá az áruforgalmat, a külföldi kereskedőket, és többé nem engedte be a fertőzött területekről érkezőket a városba.
Első felesége Violante de Saluzzo volt, I. Tamás, saluzzói őrgróf lánya; 1318 után második neje Caterina Spinola, Oberto Spinola leánya; harmadik felesége Isabella Fieschi, Carlo Fieschi lánya volt. Viscontinak ezekből a házasságokból voltak leszármazottai, de ők nem szerepeltek a milánói öröklési sorban, amikor meghalt.
Bár tehetséges tábornok és régens, féltékeny és kegyetlen is volt; 1349-ben felesége, Isabella Fieschi megmérgezte.
Viscontit a milánói jogtudós és krónikás, Pietro Azario így írja le: „Helyreállította a milánói állam egészét, így Milánó már nem város, hanem egy egész tartomány. Egyformán szerette a békét és az igazságosságot. Úgy tett, mintha kevéssé érdekelné – pedig valójában nagyon is törődött vele. Rendkívül gyanakvó volt. … Államát annyira rendben tartotta, hogy uralmában éjjel-nappal mindenki biztonságban járhatott, magányos helyeken is.” Azario Luchino Visconti igazságszeretetére gondolt, ahogy könyörtelenül lecsapott a törvénysértőkre, tekintet nélkül azok státuszára vagy rangjára. Ezenkívül Azario számos történetről számol be Visconti házasságtöréséről és erőszakosságáról uralkodása alatt.

## Fordítás
- Ez a szócikk részben vagy egészben  a   Luchino Visconti (Regent) című német Wikipédia-szócikk ezen változatának fordításán alapul.  Az eredeti cikk szerkesztőit annak laptörténete sorolja fel. Ez a jelzés csupán a megfogalmazás eredetét és a szerzői jogokat jelzi, nem szolgál a cikkben szereplő információk forrásmegjelöléseként.